# Stazione di Bologna Libia
La stazione di Bologna Libia è una fermata ferroviaria sotterranea di Bologna attualmente in progetto, posta lungo la ferrovia Bologna-Portomaggiore.
Si troverà nel quartiere San Donato-San Vitale di Bologna, a servizio del rione della Cirenaica, e nelle immediate adiacenze del Policlinico Sant'Orsola-Malpighi.
La stazione sarà gestita da Ferrovie Emilia Romagna (FER).

## Storia
I lavori di costruzione della stazione sono contestuali all'interramento parziale del tratto di linea ferroviaria compreso tra le stazioni di Bologna Zanolini e Bologna Roveri,, avviati l'11 dicembre 2022.

## Strutture e impianti
Il progetto prevede una fermata sotterranea a binario singolo, servito da una banchina ferroviaria accessibile dall'esterno attraverso una scala e un ascensore.
La fermata è priva di fabbricato viaggiatori.

## Movimento
La stazione sarà servita dai treni regionali delle relazioni Bologna Centrale-Budrio e Bologna Centrale-Portomaggiore. I treni appartengono alla linea S2B (Bologna Centrale - Portomaggiore) del servizio ferroviario metropolitano di Bologna e sono svolti da Trenitalia Tper nell'ambito del contratto di servizio stipulato con la regione Emilia-Romagna.